# Henrich von Waldeck
Henrich von Waldeck (* um 1500; † 1568 in Netze) war ein Waldeckscher Beamter aus dem Haus Waldeck.

## Leben
Henrich von Waldeck war ein unehelicher Sohn von Graf Heinrich VIII. Waldeck. Er heiratete eine Susanna. Die Ehe blieb kinderlos. Nach seinem Tod erbte sein Halbbruder Graf Philipp IV. Waldeck sein Vermögen.
Henrich von Waldeck war von 1526 bis 1531 Rentschreiber im Amt Wildungen, von 1539 bzw. 1541 bis 1548 Amtmann im Amt Waldeck und ab 1552 erster Amtmann im Amt Netze.